# Pedro Pinchas Geiger
Pedro Pinchas Geiger es un geógrafo brasileño que propuso en 1967 una división regional alternativa para su país. Dicha división fue hecha tomando en cuenta no sólo los aspectos naturales, sino también los humanos y el proceso histórico de formación del territorio del país, en especial la industrialización.
Esta división es denominada división geoeconómica y está conformada por tres regiones: Amazonia, Centro-Sur y Nordeste.
Las fronteras regionales no coinciden con las fronteras estatales. De esta forma, por ejemplo, el norte de Minas Gerais se encuentra en la región Nordeste. Actualmente, muchos geógrafos y especialistas prefieren esta propuesta.
Pedro Pinchas Geiger es autor de varias obras, entre las cuales se pueden citar:
- O espaço social na rede urbana do Rio de Janeiro
- Migrações internacionais e transnacionalismo na atualidade

- Datos: Q9057609